# Sporting Clube de Torres
O Sporting Clube de Torres é um clube desportivo da cidade de Torres Vedras, Portugal. Fundado em 11 de maio de 1929, tem atualmente as modalidades de Hóquei em patins, Futsal, Ténis de mesa, Ginástica e Voleibol.